# Loi d'arbitrage
Loi d'arbitrage votée le 24 juin 1790 par l'Assemblée constituante. Cette loi d'arbitrage a pour but de trouver le moyen le plus naturel et le plus raisonnable de terminer les contestations.
La Constitution de l'an I 1793 donna à des arbitres publics élus pour une année le droit de juger seul et sans aucun intermédiaire les contestations. Il y eut beaucoup d'abus ce qui provoqua la suppression de cette loi par celle du 18 mars 1800 qui rétablit les avoués auprès des tribunaux d'arrondissements.
Sources
Jean Tulard, Jean-François Fayard et Alfred Fierro, Histoire et dictionnaire de la Révolution française. 1789–1799, Paris, éd. Robert Laffont, coll. « Bouquins », 1987, 1998 [détail des éditions] (ISBN 978-2-221-08850-0)